# Harvey Jason
Harvey Albert Jason (Londra, 29 febbraio 1940) è un attore britannico.

## Biografia
Nasce a Londra, figlio di Marie Goldblatt e dell'attore Alec Jason. Noto per aver partecipato a film come Il mondo perduto - Jurassic Park, Jason ha anche interpretato dozzine di personaggi TV negli anni settanta e anni ottanta, tra cui Pinky in Il ricco e povero e Harry Zief in Capitani e Re, entrambi del 1976.
È sposato con l'attrice Pamela Franklin, che ha incontrato sul set di Il potere di Satana, e dalla quale ha avuto due figli: Joshua e Louis. È il co-proprietario della Mystery Pier Books nella West Hollywood, California, una casa editrice indipendente nella quale lavora anche il figlio Louis.

## Filmografia parziale

### Cinema
- Un giorno... di prima mattina (Star!), regia di Robert Wise (1968)
- Chicago Chicago (Gaily, Gaily), regia di Norman Jewison (1969)
- Non è più tempo d'eroi (Too Late the Hero), regia di Robert Aldrich (1970)
- Una scommessa in fumo (Cold Turkey), regia di Norman Lear (1971)
- Il potere di Satana (Necromancy), regia di Bert I. Gordon (1972)
- Salvate la tigre (Save the Tiger), regia di John G. Avildsen (1973)
- I duri di Oklahoma (Oklahoma Crude), regia di Stanley Kramer (1973)
- La corsa più pazza del mondo (The Gumball Rally), regia di Chuck Bail (1976)
- Oliver & Company, regia di George Scribner (1988) - voce
- The Platinum Triangle, regia di Anthony J. Christopher (1989)
- Air America, regia di Roger Spottiswoode (1990)
- Al diavolo mio marito (Hi Honey - I'm Dead), regia di Alan Myerson (1991)
- Il giustiziere della strada (Street Corner Justice), regia di Charles Bail (1996)
- Il mondo perduto - Jurassic Park (The Lost World: Jurassic Park), regia di Steven Spielberg (1997)
- Soul Survivors - Altre vite (Soul Survivors), regia di Stephen Carpenter (2001)

### Televisione
- Daktari – serie TV, episodio 2x27 (1967)
- Agenzia U.N.C.L.E. (The Girl from U.N.C.L.E.) – serie TV, episodio 1x29 (1967)
- Sui sentieri del West (The Outcasts) – serie TV, episodio 1x19 (1969)
- Le strade di San Francisco (The Streets of San Francisco) – serie TV, episodio 2x22 (1974)
- Capitani e Re (Captains and the Kings) – miniserie TV, 8 puntate (1976)
- Il ricco e il povero (Rich Man, Poor Man) – miniserie TV, 2 puntate (1976)
- The O. J. Simpson Story, regia di Jerrold Freedman – film TV (1995)

## Doppiatori italiani
Nelle versioni in italiano delle opere in cui ha recitato, Harvey Jason è stato doppiato da:
- Gianni Marzocchi in Salvate la tigre, Charlie's Angels
- Mauro Bosco in Love Boat
- Sandro Acerbo in Top Secret
- Pieraldo Ferrante in Star Trek: The Next Generation
- Francesco Vairano in Air America
- Manlio De Angelis ne Il mondo perduto - Jurassic Park
- Enzo Avolio in Air America (ridoppiaggio)